# Konviktskirche w Ehingen (Donau)
Konviktskirche, również kościół Najświętszego Serca Pana Jezusa (niem. Herz-Jezu-Kirche) – rzymskokatolicki kościół filialny znajdujący się w niemieckim mieście Ehingen (Donau).

## Historia
Klasztor wraz z konwiktem wzniesiono w latach 1698–1719, na miejscu pałacu hrabiów Berg, na zlecenie opactwa benedyktynów w Zwiefalten. Projekt kompleksu sporządził Franz Beer. 23 maja 1712 wmurowano kamień węgielny pod budowę kościoła klasztornego, ukończoną budowlę konsekrował 25 listopada 1719 ks. bp Konrad Ferdinand Geist von Wildegg, biskup pomocniczy Konstancji. W 1769 spłonęła więźba dachowa i wieża kościelna. Benedyktyni opiekowali się konwiktem do 1803 roku. Po włączeniu Ehingen do Królestwa Wirtembergii w 1806 szkołę zamknięto, a w 1811 miasto nabyło dawny budynek uczelni i przekształciło go w szpital. Rok później w dawnym kościele urządzono magazyn zboża, a wyposażenie zostało zniszczone lub usunięte. W 1825 konwikt reaktywowano, w 1838 roku świątynię przekazano diecezji, a 1841 ponownie otwarto. W latach 80. XIX wieku odbudowano wieżę oraz wykonano nowe, neobarokowe wyposażenie wnętrza, a w 1919 wymieniono ołtarz główny. W latach 1960–1963 usunięto większość wyposażenia, a ołtarz umiejscowiono pośrodku świątyni. W 1976 uczelnię przeniesiono do nowej siedziby poza starym miastem. W latach 2011–2015 ponownie przeprojektowano wnętrze kościoła.

## Architektura
Świątynia barokowa, wzniesiona na planie krzyża greckiego wpisanego w prostokąt. Freski autorstwa Melchiora Paulusa przedstawiają m.in. Serce Pana Jezusa, ostatnią wieczerzę i św. Tomasza.

## Galeria

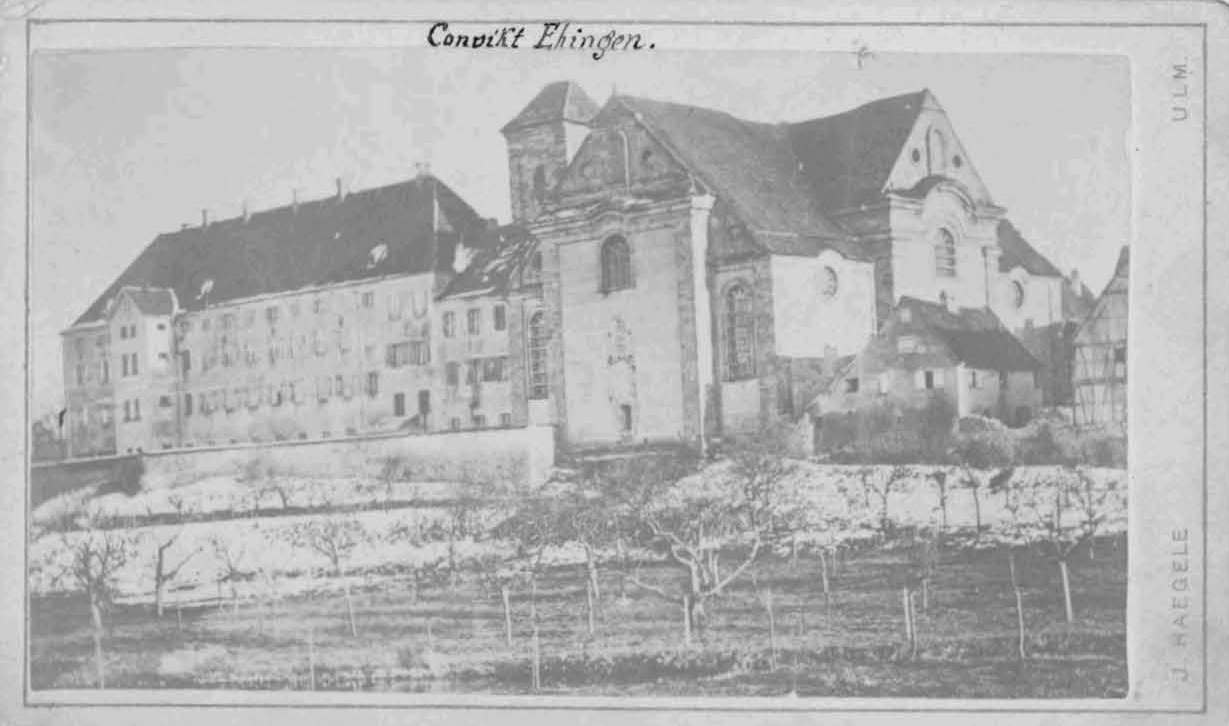
Widok na kościół przed odbudową wieży
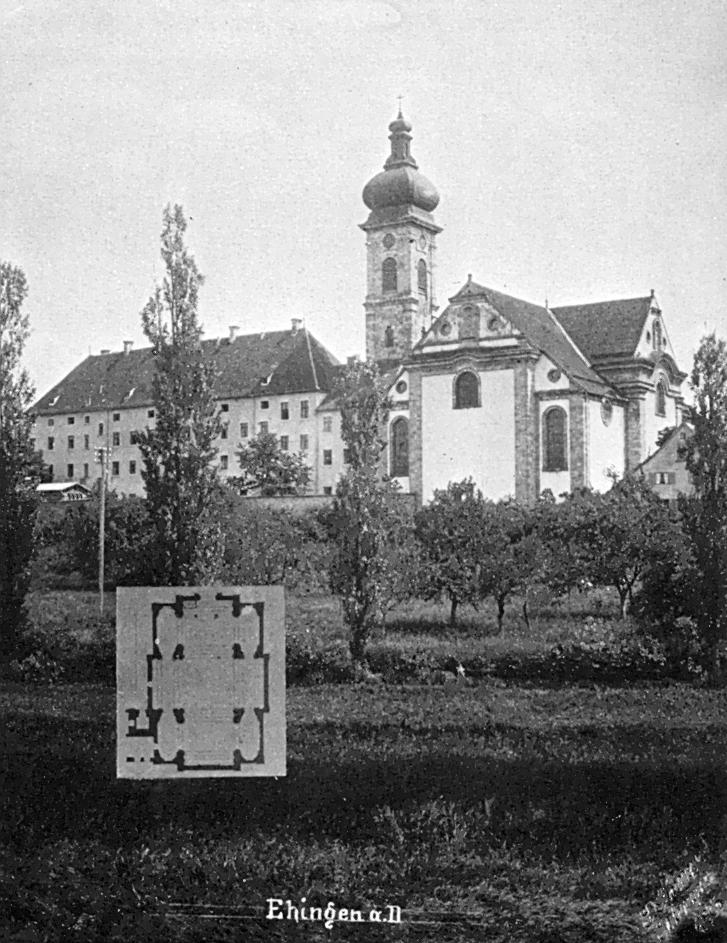
Świątynia w latach 80. XIX wieku
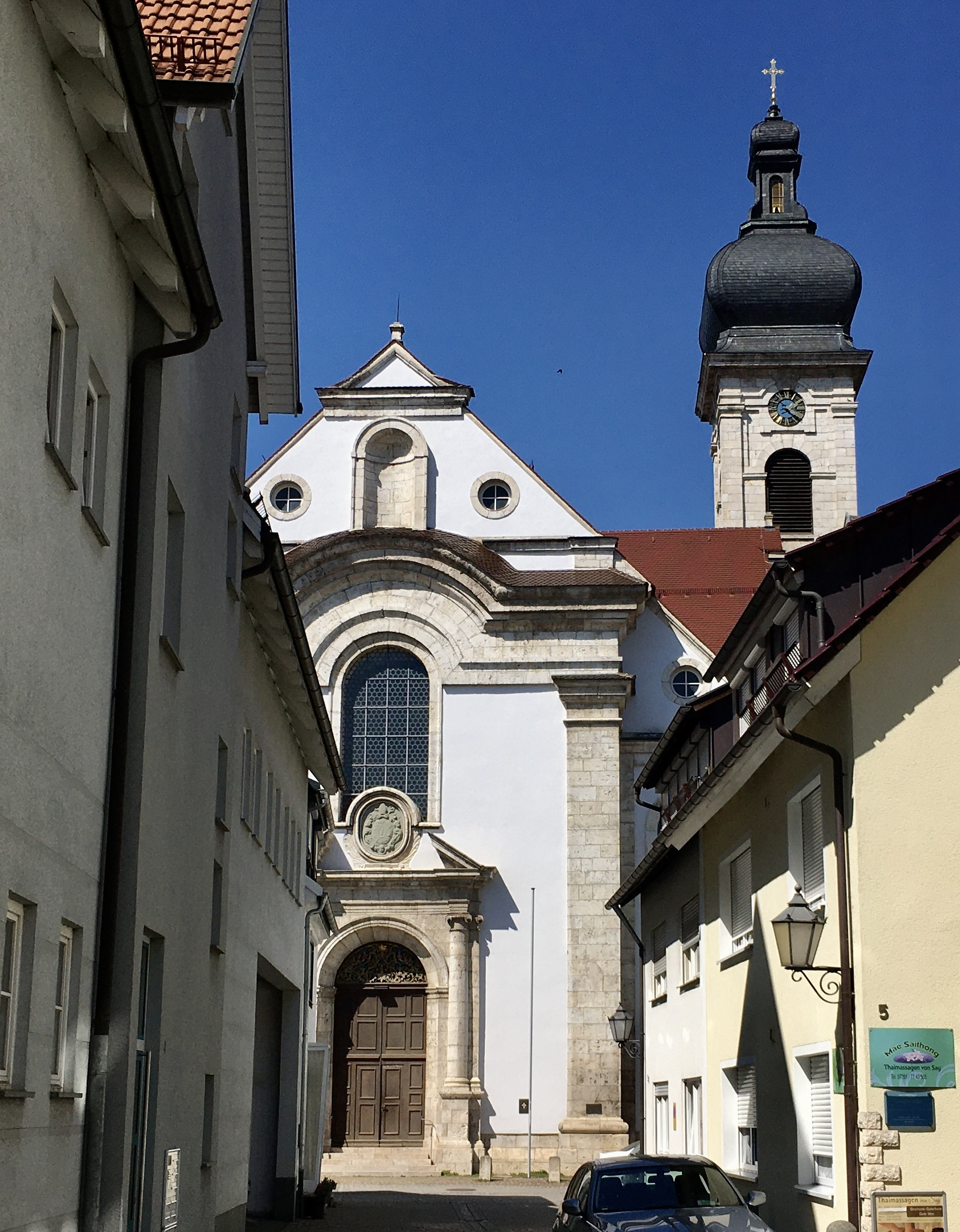
Południowa elewacja
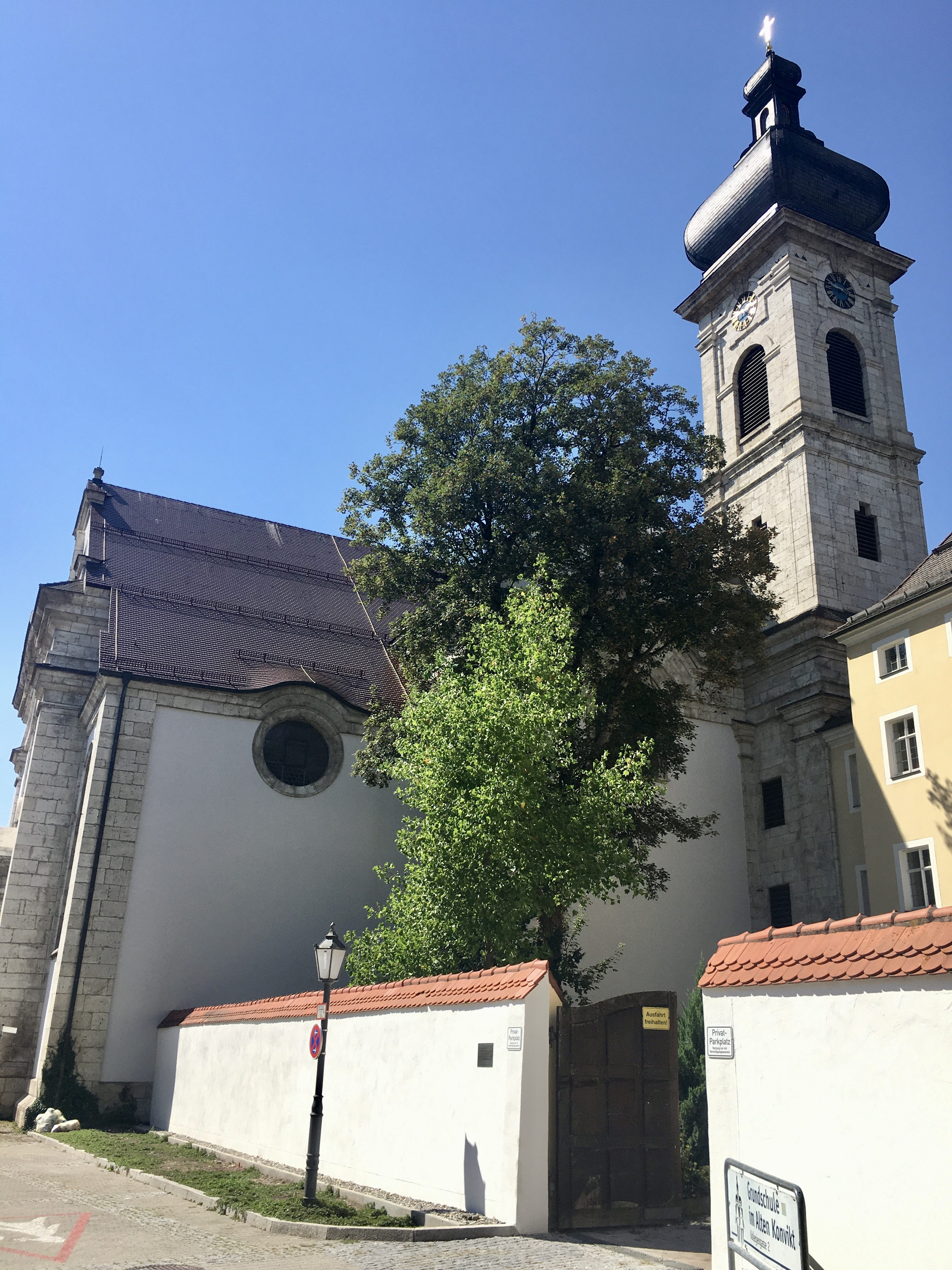
Widok ze wschodu
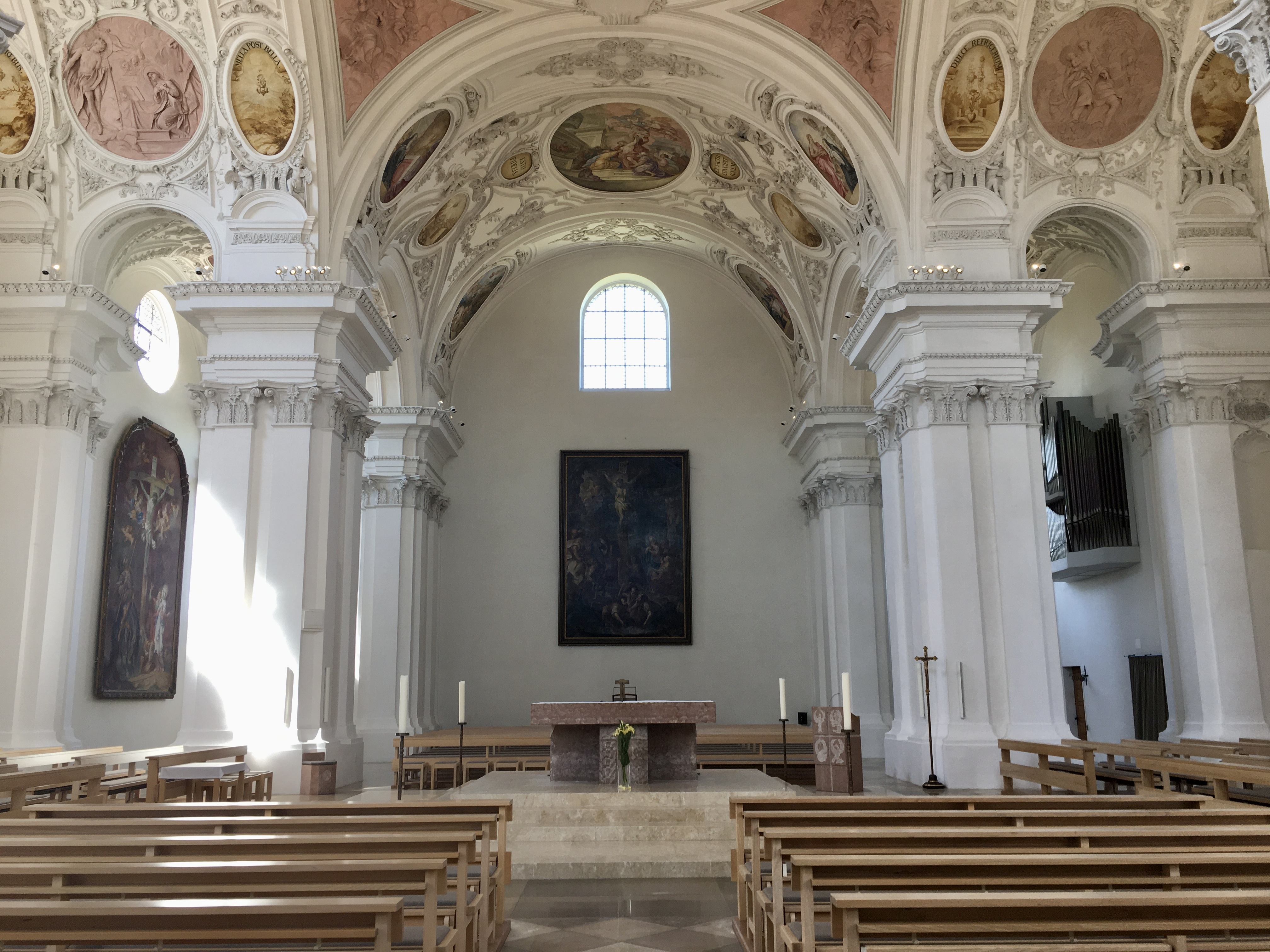
Wnętrze
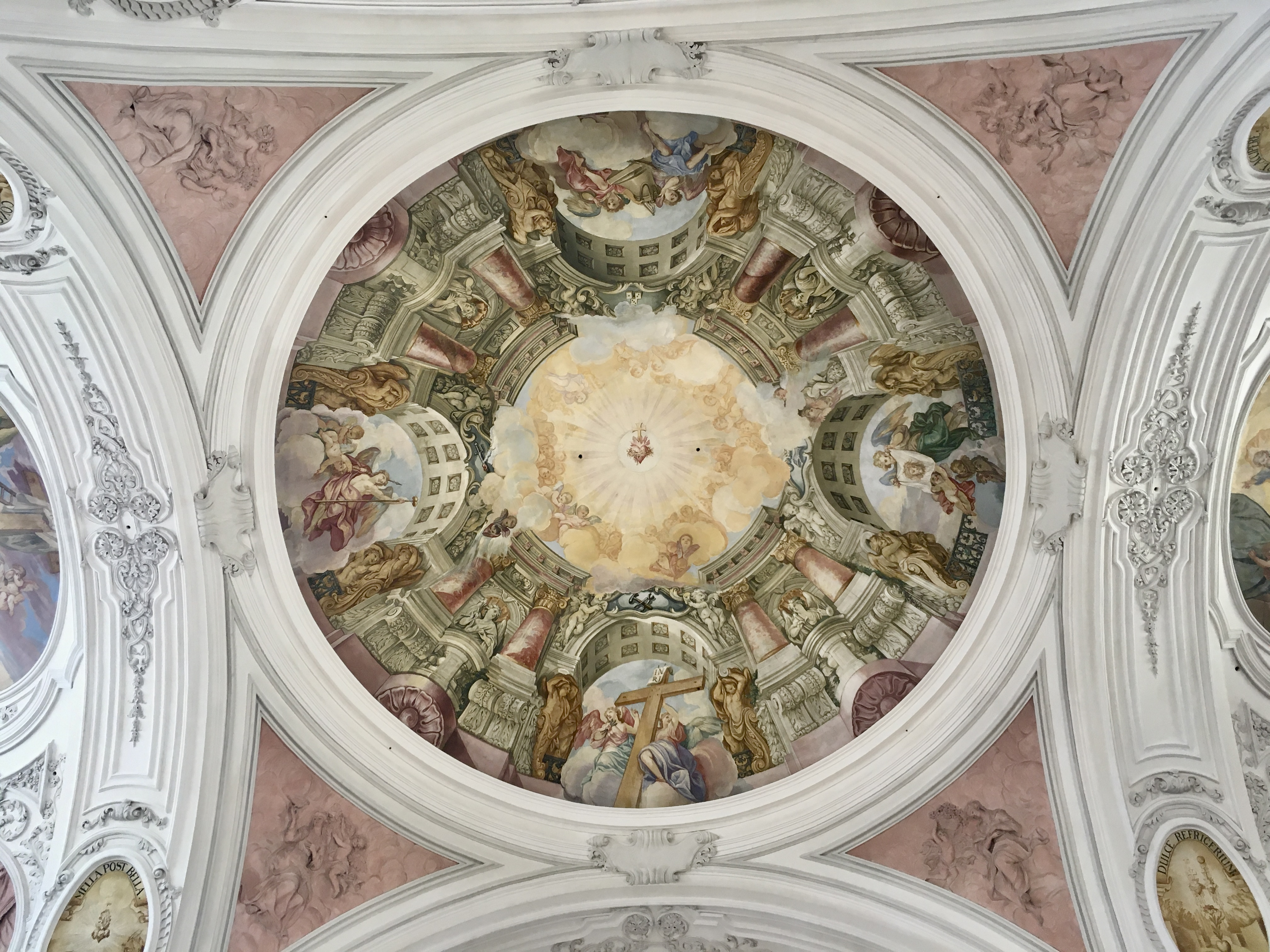
Fresk na kopule